# With Oden on Our Side
With Oden on Our Side – szósty studyjny album szwedzkiej grupy wykonującej melodic death metal, Amon Amarth.

## Lista utworów
1. "Valhall Awaits Me" – 4:44
2. "Runes to My Memory" – 4:33
3. "Asator" – 3:04
4. "Hermod's Ride to Hel - Lokes Treachery Part 1" – 4:41
5. "Gods of War Arise" – 6:03
6. "With Oden on Our Side" – 4:35
7. "Cry of the Black Birds" – 3:50
8. "Under the Northern Star" – 4:17
9. "Prediction of Warfare" – 6:37

## Twórcy
Źródło.
- Johan Hegg − śpiew
- Olavi Mikkonen − gitara
- Johan Söderberg − gitara
- Ted Lundström − gitara basowa
- Fredrik Andersson − perkusja
- Thomas Eberger - mastering
- Jens Bogren - produkcja muzyczna, inżynieria dźwięku, miksowanie
- Anders Ström - realizacja dźwięku

## Pozycje na listach
| Lista  | Kraj    | Pozycja |
| ------ | ------- | ------- |
| Top 60 | Szwecja | 21      |